# L'auberge espagnole
Una casa de locos (en España), Piso compartido (en Argentina, Chile y Uruguay) o El albergue español (en el resto de Hispanoamérica), título original en francés L’auberge espagnole, es una película hispano-francesa realizada por Cédric Klapisch y estrenada en 2002.
El título de la película literalmente significa "el albergue español": se trata de una expresión francesa que significa un lugar muy sencillo, donde los viajeros encuentran lo que han traído. La película cuenta con dos secuelas tituladas respectivamente Las muñecas rusas (Les poupées russes, 2005) y Nueva vida en Nueva York (Casse-tête chinois, 2013).

## Argumento
Xavier (Romain Duris) sueña con ser escritor. Sin embargo, su destino vislumbra el ministerio de Economía gracias a un amigo de su padre, que le aconseja ir a vivir un año en España para obtener una especialización que le abrirá las puertas de su contratación. Decide, entonces, pasar un año de estudios en Barcelona gracias al programa Erasmus.
Lejos de su novia, Martine (Audrey Tautou), vive en un apartamento con otros estudiantes extranjeros (la belga Isabelle, el alemán Tobias, la inglesa Wendy, el danés Lars, el italiano Alessandro y la española Soledad). Se encuentra con la añoranza, un choque cultural, dificultades de idioma,…

## Comentario
Esta película ha sido grabada con una cámara digital, hecho que le da una flexibilidad de montaje, verdaderamente aprovechada por Cédric Klapisch, así como tintes de videoaficionado, lo cual corresponde perfectamente con el ambiente. Las escenas suceden como los recuerdos que vienen cuando se mira un álbum de fotos, con un cierto orden cronológico pero con diversas digresiones y comentarios. Cabe destacar el recurrente uso del split screen (pantalla dividida en diversas partes) adaptado a las situaciones en que aparecen varios personajes en diferentes lugares.

## Reparto
- Rubén Vóngola: Altair
- Romain Duris: Xavier
- Cécile de France: Isabelle
- Xavier de Guillebon: Jean-Michel
- Kevin Bishop: William
- Kelly Reilly: Wendy
- Cristina Brondo: Soledad
- Federico d'Anna: Alessandro
- Barnaby Metschurat: Tobias
- Wladimir Yordanoff: Jean-Charles Perrin
- Irene Montalà: Neus
- Audrey Tautou: Martine
- Judith Godrèche: Anne-Sophie

## Banda sonora
- Générique, de Kouz-1 feat. Ardag
- El timbre no funciona, de Kouz-1.
- La cocinera, de Mala Rodríguez.
- Ai du, de Ali Farka Touré.
- Betece, de Africando All Stars.
- Reino de Silia, de Vicente Amigo.
- Waltz n° 2, op. 64, en Do sostenido menor  (Do#m), de Arthur Rubinstein.
- No surprises, de Radiohead.
- Aerodynamic, de Daft Punk.
- Cambia la vida, de Ardag.
- Que viva la noche, de Sonia & Selena.
- Le rêve de l'Hippocampe, de Kouz-1.

Algunas canciones no aparecen en la recopilación de la banda sonora, aunque pertenecen a la película, como No woman, no cry, de Bob Marley (interpretada por un personaje de la película) o Te Deum.

## Secuelas
- Las muñecas rusas (Les poupées russes), Cédric Klapisch, 2005, con Lucy Gordon (Celia), Kevin Bishop (William), Cécile de France (Isabelle), Romain Duris (Xavier), Kelly Reilly (Wendy) y Audrey Tautou (Martine).
- Nueva vida en Nueva York(Casse-tête chinois),Cédric Klapisch, 2013.

## Premios
- César a la mejor actriz revelación (2003) - Cécile de France

### Candidaturas
- César al mejor largometraje
- César al mejor realizador - Cédric Klapisch
- César al mejor montador - Francine Sandberg
- César a la mejor actriz secundaria - Judith Godrèche
- César al mejor guion o adaptación - Cédric Klapisch